# Internacional de San Miguel de Allende
El Internacional de San Miguel de Allende fue un equipo de fútbol de México. Participó en el Grupo 1 de la Serie B de la Segunda División de México. Jugó sus partidos de local en el Estadio José María "Capi" Correa de la ciudad de San Miguel de Allende, Guanajuato.

## Historia
El club fue fundado el 23 de junio de 2017, cuando en una conferencia de prensa fue presentado por el alcalde Ricardo Villarreal tras comprar la franquicia de Deportivo San Juan. Se anunció como presidente a Raúl Arias, a Edmundo Ríos como director técnico y a Leonel Olmedo como auxiliar.
El 9 de julio de 2018 se anunció que la directiva del club solicitó el cambio de nombre y sede, pasando a denominarse FC Potosino, por lo que abandonó San Miguel de Allende para trasladarse al Estadio Plan de San Luis en la ciudad de San Luis Potosí, de esta forma el Internacional dejó de existir.

## Temporadas
Franquicia Deportivo San Juan
| Temporada     | División          | Posición              |
| ------------- | ----------------- | --------------------- |
| Apertura 2017 | 4.Segunda Serie B | 5o. Grupo I           |
| Clausura 2018 | 4.Segunda Serie B | 3o. Grupo I (Cuartos) |